# Elytrimitatrix trifasciata
Elytrimitatrix trifasciata es una especie de escarabajo longicornio del género Elytrimitatrix, familia Cerambycidae, orden Coleoptera. Fue descrita científicamente por Bates en 1892.

## Descripción
Mide 15-22 milímetros de longitud.

## Distribución
Se distribuye por Costa Rica, Guatemala, Honduras y México.